# 오민혁 (성우)
오민혁(1981년 6월 22일~)은 대한민국의 성우로, 2015년 교육방송 성우극회 공채 24기로 입사했다. 배우자는 같은 소속의 성우인 권영지다.

## 출연 작품

### 외화
- 우러러보니 존귀한 (채널J) - 후루쇼

### 다큐 및 교양
- 2015.06.22 ~ 2015.07.01 EBS 다큐프라임 <감각의 제국>
- 2015.08.17 EBS 광복 70주년 특별기획 <한국교육 백년사> 1부 개화의 문을 열다
- 2015.08.18 EBS 광복 70주년 특별기획 <한국교육 백년사> 2부 제국의 교실
- 2015.08.19 EBS 광복 70주년 특별기획 <한국교육 백년사> 3부 학교, 희망을 쏘다
- 2015.08.22 EBS 세계의 눈 <슈퍼태풍, 도시를 삼키다>
- 2015.08.29 EBS 세계의 눈 <책의 미래>
- 2015.09.12 EBS 세계의 눈 <911을 넘어서 세계무역센터>
- 2015.12.06 EBS 세계의 눈 <두 황제의 무덤>
- 2016.01.09 EBS 세계의 눈 <미국의 총기규제 논쟁>
- 2016.01.24 EBS 세계의 눈 <빛 공해의 위협>
- 2016.02.21 EBS 세계의 눈 <재앙의 재구성 - 위버링겐 공중 충돌>
- 2016.02.28 EBS 세계의 눈 <재앙의 재구성 - 보팔 가스 폭발사고>
- 2016.03.04 EBS 하나뿐인 지구 <원초적 캠핑> - 해설
- 2016.03.18 EBS 하나뿐인 지구 <우리가 청바지를 입는다는 것은> -  해설
- 2016.04.29 EBS 하나뿐인 지구 <조릿대의 난 - 한라산 생태탐방기> - 해설
- 2016.04.30 EBS 세계의 눈 <의학 혁명 알레르기>
- 2016.06.17 EBS 하나뿐인 지구 <내성천은 자연이고 싶다> - 해설
- 2016.06.18 EBS 세계의 눈 <진화의 역사, 지능이 생기기까지 제1장 생각하는 공룡>
- 2016.06.26 EBS 세계의 눈 <해마, 생사의 기로에 서다>
- 2016.07.15 EBS 하나뿐인 지구 <이제는 실천이다, 소금 다이어트> - 해설
- 2018.11.22 EBS 다큐 시선 87회 <독립운동 맞습니다> - 내레이션
- 2021.11.12 KBS1 다큐On 108회 <해양 강국의 꿈, 항공모함으로 연다> - 내레이션

### 애니메이션
- 두키 탐험대 (EBS)
- 미라큘러스 레이디버그 (EBS) - 나타니엘, 이블 아티스트, 마임맨
- 세계사 시간여행 (EBS)
- 쓰담쓰담 동물원 (EBS)
- 어휘랑! 교과서 한자어를 찾아라 (EBS)
- 용감한 자동차 레이 (EBS)
- 헬로 카봇 (KBS) - 로드
- EBS 캠페인 - 출동! 파이어로보 (EBS)
- 플라워링 하트 (EBS) - 경비 아저씨, 남학생, 선하, 쉐프, 트럭 운전수, 아파트 경비원
- 한자왕국 (EBS)
- 속담이 야호 (EBS)
- 숲속수사대 명탐정 피트2 (EBS)
- 세계사 시간여행 (EBS)
- 일하는 세포 (애니맥스) - 호중구 선생님
- 민용 - 민용

### 광고 / 홍보
- EBS 오후 N 음악 협찬멘트
- EBS 북카페 낭독으로 떠나는 문학기행 협찬멘트

### 라디오
- EBS 라디오 북카페 (EBS)
- 2015.04.12 ~ 2015.07.15 EBS 낭독B (EBS) 김동인 作 운현궁의 봄
- 2015.04.27 ~ 2015.05.16 EBS 낭독A (EBS) 토마스 만 作 토니오 크뢰거
- 2015.05.25 ~ 2015.06.13 EBS 낭독A (EBS) C.S 루이스 作 나니아 연대기 <마법사의 조카>
- 2015.06.22 ~ 2015.07.11 EBS 낭독A (EBS) C.S 루이스 作 나니아 연대기 <사자와 마녀와 옷장>
- 2015.07.13 ~ 2015.08.08 EBS 낭독A (EBS) 빅토르 위고 作 파리의 노트르담
- 2015.07.27 ~ 2015.08.03 EBS 낭독B (EBS) 김유정 作 만무방

### 오디오 드라마
- 미스터레이디 (ACO) - 주경원 外
- 반창고 (ACO) - 진해영
- 진저리 (ACO) - 박씨 外
- 짐승의 남자 (夜海) - 우원 父 外
- What does the fox say? (VoiceStory) - 성지오빠
- 쿠베라 (VoiceStory) - 리체 부하
- Keep Us Together (夜海) - 이의신
- 남팬만화 - 이한마